# Нижегородский кружок любителей физики и астрономии
Нижегородский кружок любителей физики и астрономии — первое астрономическое общество России.
Идея организовать в Нижнем Новгороде астрономическое общество возникло у группы нижегородцев после солнечного затмения, наблюдавшегося 19 августа 1887 года. Инициативная группа в составе С. В. Щербакова, П. А. Демидова, В. В. Малинина, И. И. Шенрока и других энтузиастов подготовила проект устава кружка любителей астрономии, который был утверждён министром народного просвещения И. Д. Деляновым 14 августа 1888 года. Собрание учредителей 4 октября выбрало правление, первым председателем которого стал директор Дворянского института П. А. Демидов, пожертвовавший кружку часть своей библиотеки и телескоп. Торжественное открытие кружка состоялось в зале дворянского собрания 23 октября (4 ноября) 1888 года.
Первоначально для заседаний кружка, по предложению предводителя нижегородского дворянского собрания И. С. Зыбина, была выделена комната в здании дворянского собрания; затем кружок обосновался в физическом кабинете губернской гимназии. В 1891 году председателем правления кружка стал С. В. Щербаков.
Огромную помощь кружку оказал известный астроном Ф. А. Бредихин, который дёшево и с рассрочкой платежа продал ему свой 108-мм рефрактор фирмы «Merz» а в конце жизни завещал кружку свой кометоискатель.
Одним из основных направлений деятельности кружка были, помимо наблюдений звёздного неба, научно-популярные лекции по астрономии и мироведению; с 1892 года они стали ориентированными: более сложные — на подготовленных слушателей, общедоступные — для широкого круга людей. За десять лет (1888—1898) было прочитано 237 лекций, — не только по астрономии, но и по физике, химии, геологии и пр. С начала XX века стали читаться курсы лекций для подготовки гимназистов к выпускным экзаменам. В конце 1906 года образовались своеобразные вечерние курсы для взрослых — для окончивших городские училища и для окончивших начальную школу; преподавалось не только естествознание, но и арифметика, алгебра геометрия, физика, химия и другие дисциплины.
После отъезда, в 1906 году, С. В. Щербакова из Нижнего Новгорода председателем кружка стал В. В. Адрианов; в 1914 году его сменил, бывший преподавателем физики в коммерческом училище, В. В. Мурашов.
В 1913 году представитель кружка, Г. Г. Горяинов, был приглашён в Санкт-Петербург для чтения доклада на 1-м Всероссийском съезде преподавателей космографии, физики, химии.
В 1919—1923 году кружок вынужденно не действовал.
В 1927 году была построена обсерватория на здании педагогического института, основным инструментом которой стал бредихинский телескоп; позднее появился 130-мм рефрактор Цейса. По инициативе Б. В. Кукаркина с 1928 года стал издаваться бюллетень «Переменные звёзды».
В 1934 году кружок начал действовать как «Горьковское краевое астрономо-геодезическое общество на правах отделения ВАГО» (с 1942 года — ГО ВАГО — Горьковское отделение ВАГО). В это время руководили им К. К. Дубровский, В. И. Туранский, С. Г. Кулагин, А. В. Артемьев и Б. И. Фесенко. С 1991 года кружок стал вновь самостоятельной организацией; ему было возвращено историческое имя.
Нижегородский кружок любителей физики и астрономии публиковал в местных газетах «Краткие астрономические вести», а в 1894 году подготовил и выпустил первое издание «Русского астрономического календаря».